# Новий Кременкуль
Новий Кременкуль (рос. Новый Кременкуль) — селище у Сосновському районі Челябінської області Російської Федерації.
Входить до складу муніципального утворення сільське поселення Новий Кременкуль. Населення становить 230 осіб (2017).

## Історія
Від січня 1924 року належить до Сосновського району Челябінської області (спочатку Челябінського району).
Згідно із законом від 9 липня 2004 року органом місцевого самоврядування є сільське поселення Новий Кременкуль.

## Населення
| 2002 | 2010 | 2011 | 2012 | 2013 | 2014 | 2015 |
| ---- | ---- | ---- | ---- | ---- | ---- | ---- |
| 203  | ↘158 | ↗159 | ↗185 | ↗207 | ↗212 | ↗218 |
| 2016 | 2017 |      |      |      |      |      |
| ↗228 | ↗230 |      |      |      |      |      |